# هلنا اولسون اسمبی
هلنا اولسون اسمبی (انگلیسی: Helena Olsson Smeby؛ زادهٔ ۱۵ نوامبر ۱۹۸۳) اسکی‌باز پرش اهل نروژ است.

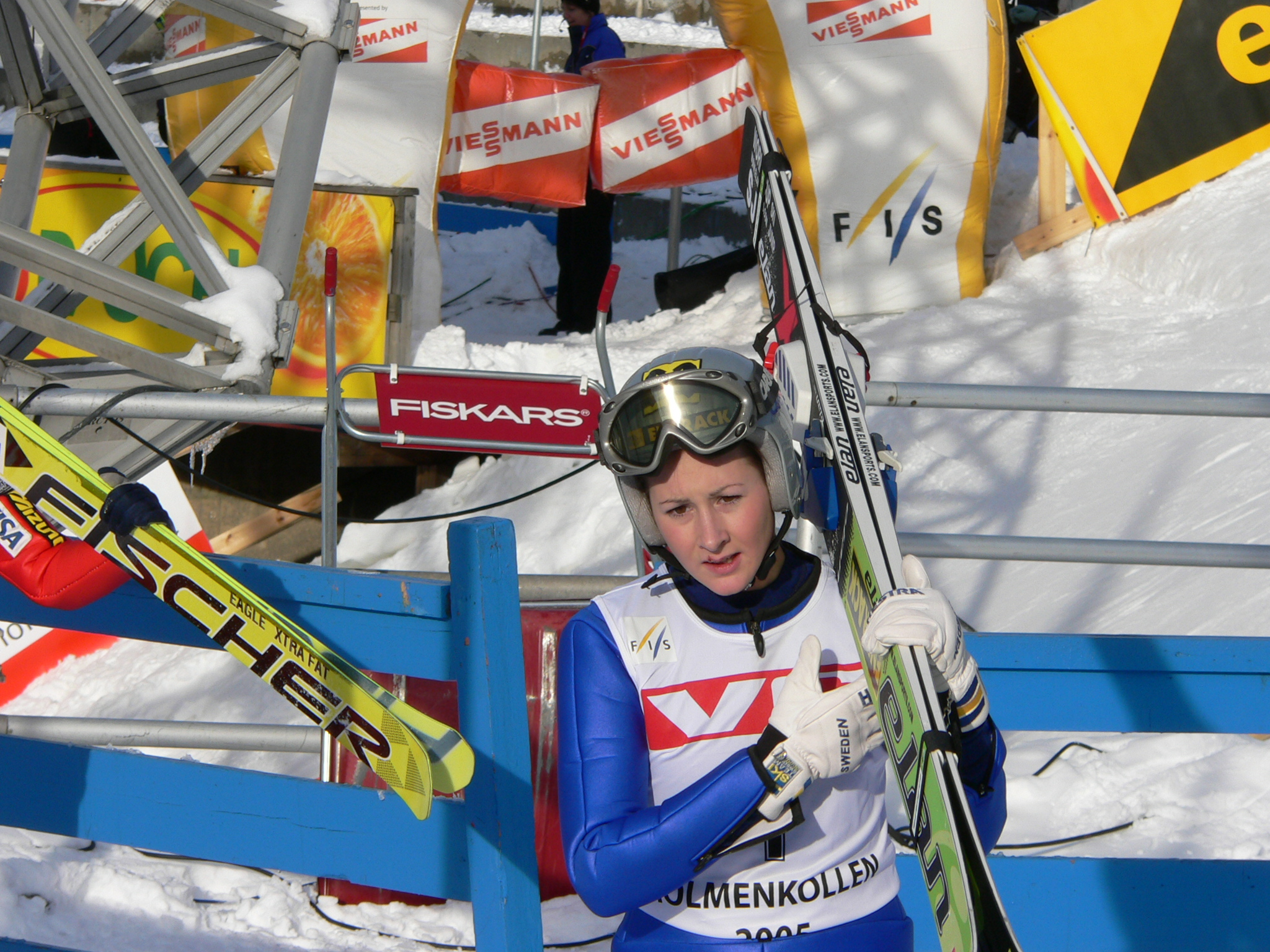